# Ignacy (Sennis)
Ignacy, imię świeckie Paulos Sennis (ur. 1951 w Koryncie) – grecki duchowny prawosławny w jurysdykcji Patriarchatu Aleksandrii, od 2018 metropolita Antananarywy i północnego Madagaskaru.

## Życiorys
Święcenia prezbiteratu przyjął w 1976. W latach 1991–2004 przebywał w Indiach, skąd został wydalony za działalność misyjną. 14 listopada 2004 otrzymał chirotonię biskupią.